# Östergötlands runinskrifter 202
Östergötlands runinskrifter 202 är en runsten som står intill kyrkogården vid Veta kyrka nära Mantorp i Mjölby kommun. Den stod tidigare i Gottlösa, ett par kilometer längre norrut i samma socken, men flyttades därifrån 2007. Materialet är grå granit. Ristningen dateras till 1000-talet.
Translitterering av runraden:
· kiʀ... · risti · stina · þisi · iftim stinkl · þiʀ · uaʀu : suniʀ : biarnaʀ
Normalisering till runsvenska:
Gæiʀ[i] ræisti stæina þessi æftiʀ Stæinkel. Þæiʀ vaʀu syniʀ Biarnaʀ.
Översättning till nusvenska:
Gere reste dessa stenar efter Stenkil. De var söner till Björn."

## Bilder

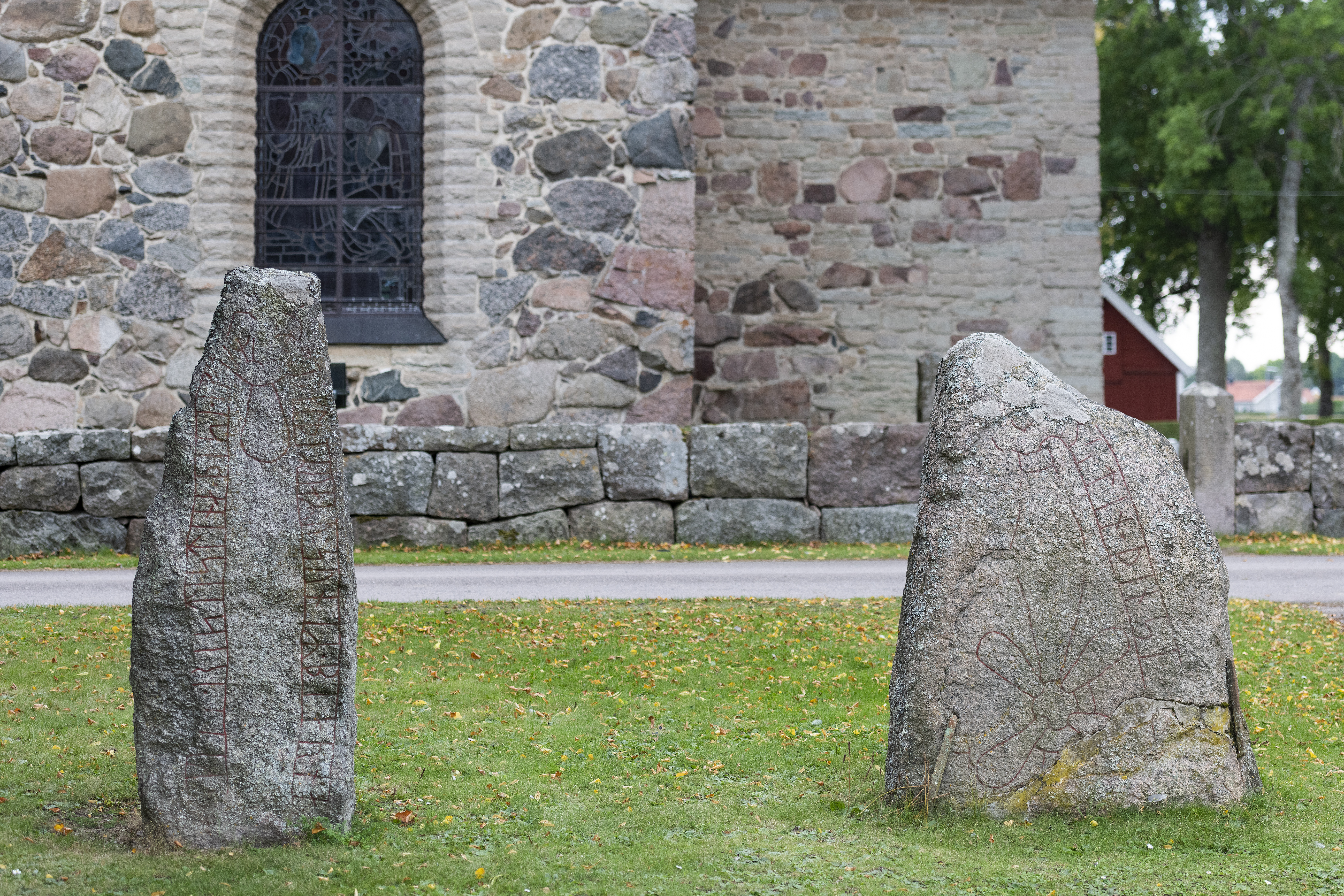
Runstenarna Ög 202 Ög 203 - fotade september 2020
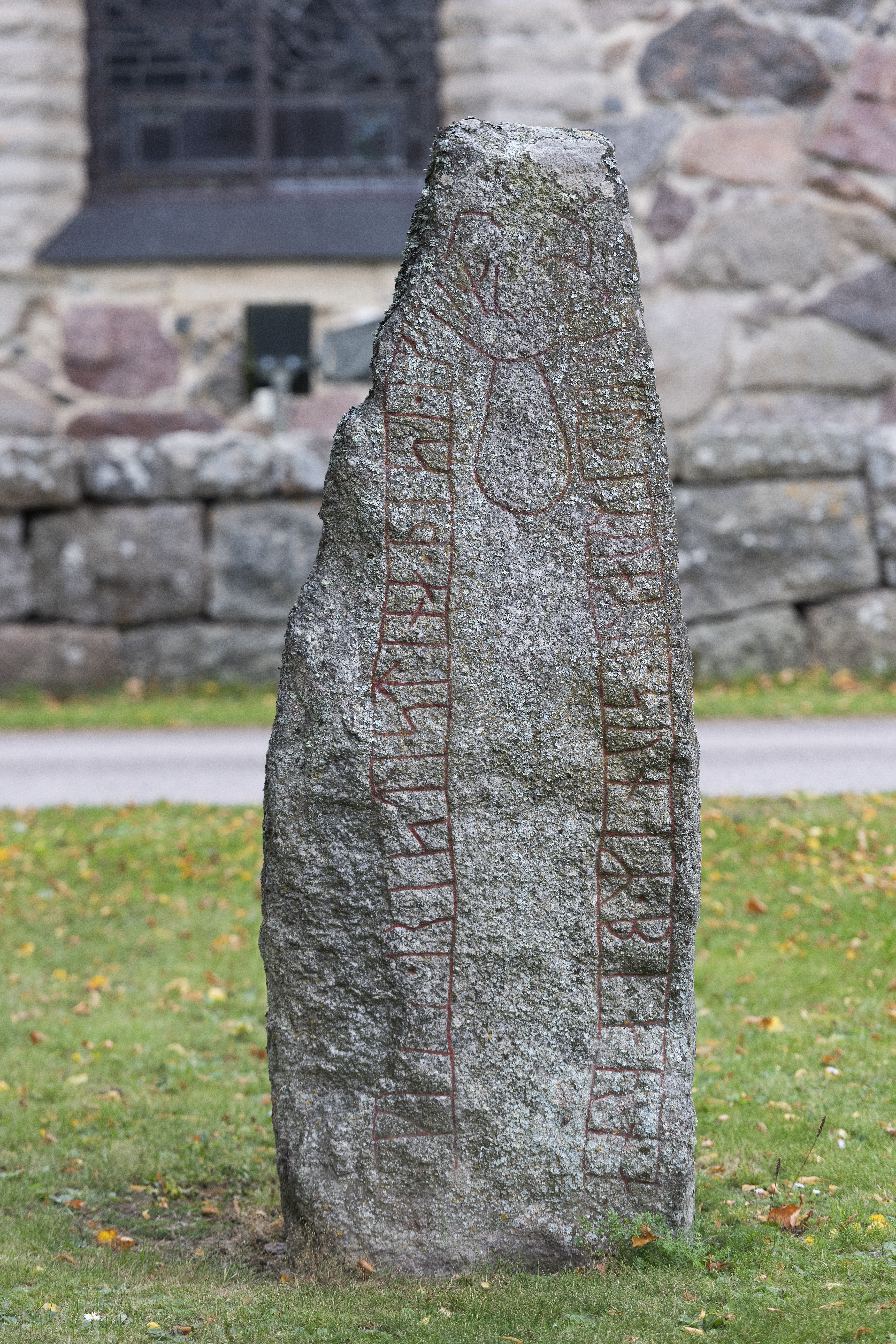
Ög 202 fotad september 2020
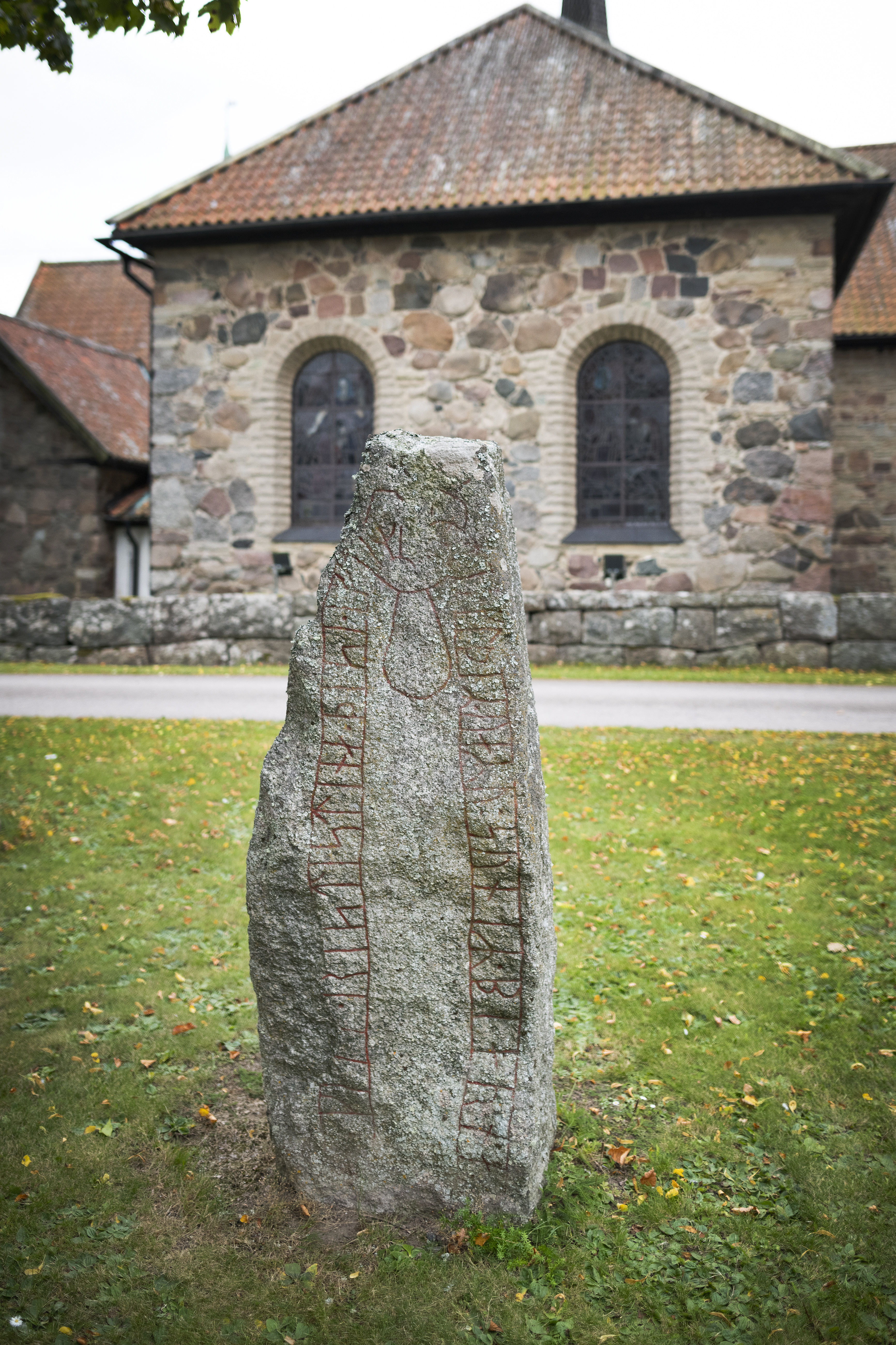
Ög 202 fotad september 2020